# Alpinia novae-pommeraniae
Alpinia novae-pommeraniae är en enhjärtbladig växtart som beskrevs av Karl Moritz Schumann. Alpinia novae-pommeraniae ingår i släktet Alpinia och familjen Zingiberaceae. Inga underarter finns listade i Catalogue of Life.